# Juan Negrín

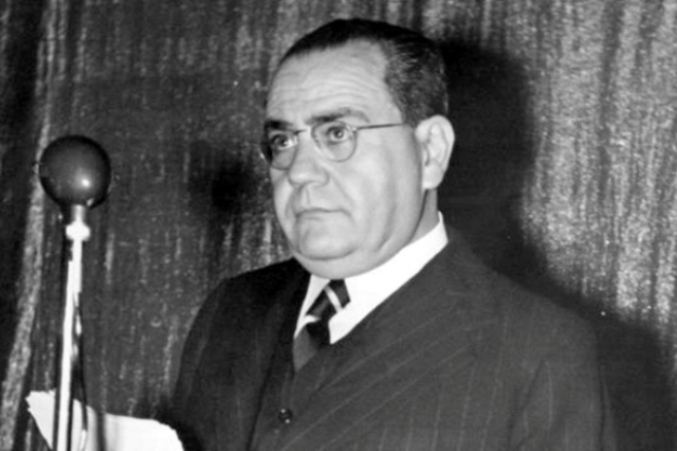
Juan Negrín (1938)

Juan Negrín López (* 3. Februar 1892 in Las Palmas de Gran Canaria; † 12. November 1956 in Paris) war ein spanischer republikanischer Politiker. Während des Spanischen Bürgerkriegs war er Ministerpräsident.

## Biografie

### Studium und berufliche Laufbahn
Juan Negrín wurde am 3. Februar 1892 in Las Palmas de Gran Canaria geboren. Er wurde als Sohn eines wohlhabenden Geschäftsmannes geboren und promovierte 1912 an den Universitäten Kiel und Leipzig. 1923 wurde er Universitätsprofessor für Physiologie an der Medizinischen Fakultät der Universität Complutense Madrid. Er war ein namhafter Forscher, baute ein eigenes großes Forschungslabor auf und war Vorläufer der modernen Biochemie. Einer seiner Schüler war der Nobelpreisträger in Physiologie und Medizin Severo Ochoa. Das wichtigste Krankenhaus der Kanarischen Inseln, das sich in Las Palmas de Gran Canaria befindet, trägt den Namen „Hospital Dr. Negrín“.

### Minister
1929 trat er der sozialistischen Partei (PSOE) bei und wurde bereits zwei Jahre später ins Parlament Cortes gewählt. In den Folgejahren war er Unterstützer von Indalecio Prieto, dem Widersacher von Francisco Largo Caballero innerhalb des PSOE und Führer der Rechtssozialisten. Im September 1936 wurde Negrín im Kabinett von Francisco Largo Caballero, an dem neben Sozialisten und Kommunisten auch Liberale, Republikaner, und Anarchisten beteiligt waren, zum Finanzminister ernannt.
Die Anhänger der Volksfront, also der Zusammenarbeit der Sozialisten mit den Kommunisten, die bis dahin im republikanischen Spanien eine untergeordnete Rolle spielten (der kommunistische Partido Socialista Unificado de Cataluña (PSUC) hatte zu Beginn des Bürgerkriegs weniger Mitglieder als der linksmarxistische POUM), lehnten den von Francisco Largo Caballero angestrebten Weg einer sozialistischen Revolution ab und wollten unter dem Einfluss von Stalins Volksfront-Strategie den bürgerlichen Staat in Spanien restaurieren. Dabei standen ihnen die anarchosyndikalistische Gewerkschaft Confederación Nacional del Trabajo (CNT), die anarchistische Federación Anarquista Ibérica (FAI) und der linksmarxistische POUM, die in Katalonien und insbesondere in Barcelona eine echte Machtposition besaßen, im Wege. Die Kommunisten begannen, den POUM als trotzkistische Partei und als Unterstützer von Hitler und Mussolini monatelang zu diskreditieren. Negrín mischte dabei durchaus mit, indem er in einer Zeit, als es faktisch keinen Grenzverkehr gab, die ihm unterstellte Zahl der Carabineros, Zoll- und Grenzschutzbeamten erheblich ausweitete und sie an die Grenze schickte, um die Milizen der POUM und der CNT/FAI zu entwaffnen.

### Ministerpräsident während des Bürgerkrieges
Im Mai 1937, nach den Maiereignissen von Barcelona, ernannte Präsident Manuel Azaña Negrín zum Premierminister in der Hoffnung, die republikanischen Kräfte der Gewerkschaften UGT und CNT und der Anarchisten mit denen der Bourgeoisie und der Mittelschicht zu versöhnen, um die revolutionäre Bewegung zu beenden und eine Kriegswirtschaft einzurichten. Unter dem Druck seiner kommunistischen Koalitionspartner wurden die revolutionären Errungenschaften weitgehend liquidiert. All dies geschah in der Absicht, den Spanischen Bürgerkrieg so lange hinzuziehen, bis der von Negrín als unausweichlich angesehene Zweite Weltkrieg begonnen hatte, obwohl das Münchner Abkommen Hoffnungen auf eine baldige Hilfe von außen enttäuschte.
Negrín vereinbarte mit Azaña, die Verschiffung der Goldreserven der Bank von Spanien im Werte von ca. 500 Mio. US$ nach Moskau letztlich zu genehmigen, um die Bewaffnung der Republik bezahlen zu können, die sie nur noch in der Sowjetunion kaufen konnte, die dringende Vorauszahlung verlangte. Die Sowjetunion war die einzige verbliebene Alternative zum Kauf von Waffen, nachdem die demokratischen Staaten Großbritannien, Frankreich, USA u. a. sich an den Nichtinterventionspakt hielten, der den Verkauf von Waffen nach Spanien einem Embargo unterwarf, während das Dritte Reich und das faschistische Italien, die ebenfalls Signatarmächte des Nichtinterventionspaktes waren, aber mit großzügigen Waffenlieferungen, der Legion Condor und Freiwilligen die Aufständischen von General Francisco Franco massiv unterstützten.
Im April 1938 übernahm Negrín das Kriegsministerium. Auf militärischer Ebene lancierte er eine Reihe von verlustreichen, aber erfolglosen Offensiven (Brunete, Belchite, Teruel und Ebro). Am 1. Mai 1938 veröffentlichte er ein 13-Punkte-Programm, in dem er die volle Respektierung aller Bürgerrechte und der Religionsfreiheit garantierte. Azaña versuchte zwar, Negrín im August 1938 aus dem Amt zu entfernen, aber Negrín war inzwischen durch die Unterstützung der Kommunisten in der Regierung und der Streitkräfte der Republik, in denen die Kommunisten ebenfalls eine herausragende Rolle dank der Waffenlieferungen Stalins spielten, für den Präsidenten zu mächtig.
Vor dem Verlust von Katalonien schlug er eine Zusammenkunft des spanischen Parlaments, der Cortes, in Figueres vor, um durch eine Kapitulation die einzige Bedingung zu erreichen, die Leben der Verlierer zu schonen. Doch da er dieses Ziel nicht erreichte, reiste er im Februar 1939 in die Zentralzone mit der Absicht, die Evakuierung ebenso erfolgreich wie in Katalonien zu erreichen, aber der Aufstand Segismundo Casados sabotierte diesen letzten Plan: Nach dem Fall Barcelonas am 26. Februar 1939 erkannte die britische Regierung von Arthur Neville Chamberlain am nächsten Tag die Aufständischen von General Franco als Regierung Spaniens an. Bereits am 7. Februar ging Präsident Azaña ins Exil, trat am 24. Februar von seinem Amt zurück und erklärte den Krieg für verloren. Er wolle weitere sinnlose Opfer verhindern.
Negrín beförderte daraufhin kommunistische Funktionäre wie Antonio Cordón, Juan Modesto und Enrique Líster auf wichtige Armeeposten. Segismundo Casado, Kommandeur der Republikanischen Armee in der Zentralzone gewann die Überzeugung, dass Negrín einen kommunistischen Putsch plante. Mit Unterstützung des Sozialisten Julián Besteiro und enttäuschter anarchistischer Führer etablierte er am 4. März eine nationale Verteidigungsliga, die gegen Negrín gerichtet war und gegen Negríns Durchhalteparolen einen Verständigungsfrieden mit Franco suchte. Zwei Tage später befahl José Miaja in Madrid die Verhaftung der Kommunisten in der Stadt und unterstützte damit die Rebellion.

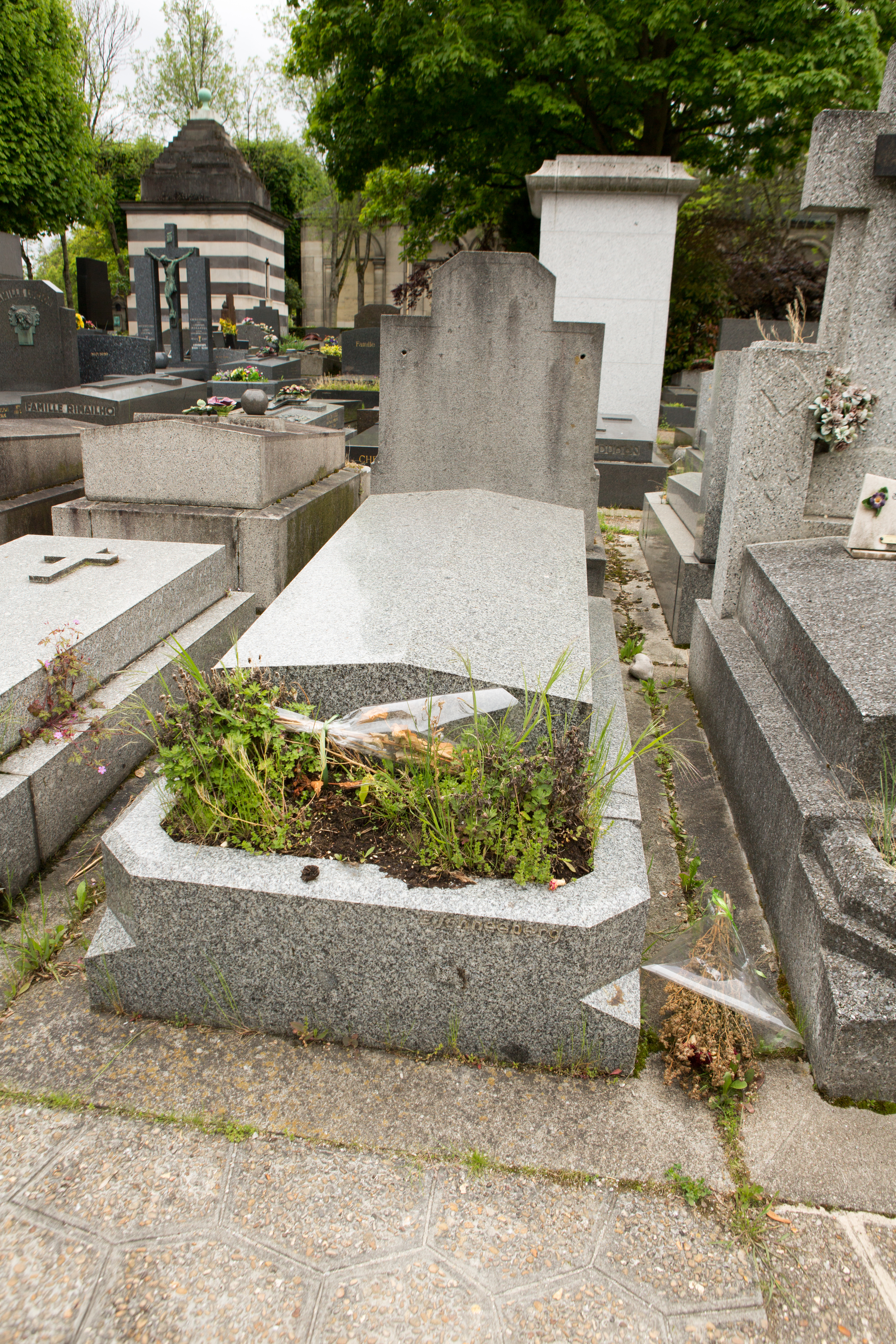
Das Grab von Juan Negrín auf dem Cimetière du Père Lachaise (Division 88)

Negrín, der sich auf seine Flucht nach Frankreich vorbereitete, befahl Luis Barceló, Kommandeur des ersten Armeekorps der Zentralregion, die Kontrolle über die Hauptstadt zurückzugewinnen. Als seine Truppen nach Madrid kamen, entstand ein verbitterter Kampf in der Hauptstadt. Anarchistische Truppen unter Leitung von Cipriano Mera besiegten das erste Armeekorps. Barceló wurde festgenommen und exekutiert.

### Ministerpräsident der Exilregierung
Negrín floh nach Frankreich, wo er eine Exilregierung bildete. Als die Wehrmacht 1940 in Frankreich einfiel, floh er weiter nach England. Bis 1945 war Negrín im Exil Präsident der Zweiten Spanischen Republik und organisierte S.E.R.E., um exilierten Republikanern zu helfen. 1945 reiste er nach Mexiko, um seine Diskrepanzen mit Prieto und Martínez Barrio beizulegen, trat zurück und kehrte nach Paris zurück.
Negrín starb am 12. November 1956 in Paris.